# Хуліо Рікардо Крус
Хуліо Рікардо Крус (ісп. Julio Ricardo Cruz, нар. 10 жовтня 1974, Сантьяго-дель-Естеро) — колишній аргентинський футболіст, нападник.
Насамперед відомий виступами за «Феєнорд», «Болонью» та «Інтернаціонале», а також національну збірну Аргентини.

## Клубна кар'єра
Вихованець футбольної школи клубу «Банфілд». Дорослу футбольну кар'єру розпочав 1993 року в основній команді того ж клубу, в якій провів три сезони, взявши участь у 65 матчах чемпіонату.
З 1996 по 2003 рік грав у складі «Рівер Плейта», «Феєнорда» та «Болоньї». Протягом цих років виборов титул чемпіона Аргентини та ставав чемпіоном Нідерландів.
Своєю грою за останню команду привернув увагу представників тренерського штабу «Інтернаціонале», до складу якого приєднався влітку 2003 року. Відіграв за «нераззуррі» наступні шість сезонів своєї ігрової кар'єри. Більшість часу, проведеного у складі «Інтернаціонале», був основним гравцем атакувальної ланки команди. У складі «Інтернаціонале» був одним з головних бомбардирів команди, маючи середню результативність на рівні 0,38 гола за гру першості.
Завершив професійну ігрову кар'єру у «Лаціо», за яке виступав протягом сезону 2009–10 років.

## Виступи за збірну
2 квітня 1997 року дебютував в офіційних матчах у складі національної збірної Аргентини.
У складі збірної був учасником розіграшу Кубка Америки 1997 року у Болівії та чемпіонату світу 2006 року у Німеччині.
Протягом кар'єри у національній команді, яка тривала 12 років, провів у формі головної команди країни лише 22 матчі, забивши 3 голи.

## Статистика виступів

### Статистика клубних виступів
| Сезон                      | Команда                    | Чемпіонат                  | Чемпіонат | Чемпіонат | Національний кубок | Національний кубок | Національний кубок | Континентальні кубки | Континентальні кубки | Континентальні кубки | Інші змагання | Інші змагання | Інші змагання | Усього | Усього |
| Сезон                      | Команда                    | Ліга                       | Ігор      | Голів     | Ліга               | Ігор               | Голів              | Ліга                 | Ігор                 | Голів                | Ліга          | Ігор          | Голів         | Ігор   | Голів  |
| -------------------------- | -------------------------- | -------------------------- | --------- | --------- | ------------------ | ------------------ | ------------------ | -------------------- | -------------------- | -------------------- | ------------- | ------------- | ------------- | ------ | ------ |
| 1993-94                    | «Банфілд»                  | ПД                         | 5         | 0         | -                  | -                  | -                  | -                    | -                    | -                    | -             | -             | -             | 5      | 0      |
| 1994-95                    | «Банфілд»                  | ПД                         | 26        | 6         | -                  | -                  | -                  | -                    | -                    | -                    | -             | -             | -             | 26     | 6      |
| 1995-96                    | «Банфілд»                  | ПД                         | 33        | 10        | -                  | -                  | -                  | -                    | -                    | -                    | -             | -             | -             | 33     | 10     |
| 1996-97                    | «Банфілд»                  | ПД                         | 1         | 0         | -                  | -                  | -                  | -                    | -                    | -                    | -             | -             | -             | 1      | 0      |
| Усього за «Банфілд»        | Усього за «Банфілд»        | Усього за «Банфілд»        | 65        | 16        |                    |                    |                    |                      |                      |                      |               |               |               | 65     | 16     |
| 1996-97                    | «Рівер Плейт»              | ПД                         | 29        | 17        | -                  | -                  | -                  | -                    | -                    | -                    | -             | -             | -             | 29     | 17     |
| 1997-98                    | «Феєнорд»                  | E                          | 27        | 14        | -                  | -                  | -                  | ЛЧ                   | 6                    | 3                    | -             | -             | -             | 33     | 17     |
| 1998-99                    | «Феєнорд»                  | E                          | 29        | 15        | -                  | -                  | -                  | КУЄФА                | 2                    | 0                    | -             | -             | -             | 31     | 15     |
| 1999-00                    | «Феєнорд»                  | E                          | 30        | 15        | -                  | -                  | -                  | ЛЧ                   | 8                    | 3                    | СН            | 1             | 0             | 39     | 18     |
| 2000-01                    | «Феєнорд»                  | -                          | -         | -         | -                  | -                  | -                  | ЛЧ                   | 1                    | 0                    | -             | -             | -             | 1      | 0      |
| Усього за «Феєнорд»        | Усього за «Феєнорд»        | Усього за «Феєнорд»        | 86        | 44        |                    |                    |                    |                      | 17                   | 6                    |               | 1             | 0             | 104    | 50     |
| 2000-01                    | «Болонья»                  | A                          | 27        | 7         | КІ                 | 1                  | 0                  | -                    | -                    | -                    | -             | -             | -             | 28     | 7      |
| 2001-02                    | «Болонья»                  | A                          | 33        | 10        | КІ                 | 2                  | 2                  | -                    | -                    | -                    | -             | -             | -             | 35     | 12     |
| 2002-03                    | «Болонья»                  | A                          | 28        | 10        | КІ                 | 1                  | 0                  | Інт                  | 6                    | 1                    | -             | -             | -             | 35     | 11     |
| Усього за «Болонью»        | Усього за «Болонью»        | Усього за «Болонью»        | 88        | 27        |                    | 4                  | 2                  |                      | 6                    | 1                    |               |               |               | 98     | 30     |
| 2003-04                    | «Інтернаціонале»           | A                          | 21        | 7         | КІ                 | 4                  | 3                  | ЛЧ                   | 10                   | 1                    | -             | -             | -             | 35     | 11     |
| 2004-05                    | «Інтернаціонале»           | A                          | 18        | 5         | КІ                 | 6                  | 2                  | ЛЧ                   | 8                    | 2                    | -             | -             | -             | 32     | 9      |
| 2005-06                    | «Інтернаціонале»           | A                          | 31        | 15        | КІ                 | 8                  | 2                  | ЛЧ                   | 6                    | 4                    | -             | -             | -             | 45     | 21     |
| 2006-07                    | «Інтернаціонале»           | A                          | 14        | 7         | КІ                 | 4                  | 2                  | ЛЧ                   | 4                    | 3                    | -             | -             | -             | 22     | 12     |
| 2007-08                    | «Інтернаціонале»           | A                          | 28        | 13        | КІ                 | 3                  | 4                  | ЛЧ                   | 6                    | 2                    | СІ            | 1             | 0             | 38     | 19     |
| 2008-09                    | «Інтернаціонале»           | A                          | 17        | 2         | КІ                 | 1                  | 0                  | ЛЧ                   | 5                    | 1                    | -             | -             | -             | 23     | 3      |
| Усього за «Інтернаціонале» | Усього за «Інтернаціонале» | Усього за «Інтернаціонале» | 129       | 49        |                    | 26                 | 13                 |                      | 39                   | 13                   |               | 1             | 0             | 195    | 75     |
| 2009-10                    | «Лаціо»                    | A                          | 25        | 4         | КІ                 | 0                  | 0                  | ЛЄ                   | 4                    | 0                    | СІ            | 1             | 0             | 30     | 4      |
| Усього за кар'єру          | Усього за кар'єру          | Усього за кар'єру          | 422       | 157       |                    | 30                 | 15                 |                      | 66                   | 20                   |               | 3             | 0             | 517    | 192    |

### Статистика виступів за збірну
| Дата       | Місто                  | Господарі  | Результат             | Гості     | Турнір                          | Голи | Примітки |
| ---------- | ---------------------- | ---------- | --------------------- | --------- | ------------------------------- | ---- | -------- |
| 02/04/1997 | Ла-Пас                 | Болівія    | 2 – 1                 | Аргентина | Відбір до ЧС 1998               | -    |          |
| 11/06/1997 | Кочабамба              | Аргентина  | 0 – 0                 | Еквадор   | Копа Америка 1997 - 1-й етап    | -    |          |
| 14/06/1997 | Кочабамба              | Аргентина  | 2 – 0                 | Чилі      | Копа Америка 1997 - 1-й етап    | -    |          |
| 17/06/1997 | Кочабамба              | Аргентина  | 1 – 1                 | Парагвай  | Копа Америка 1997 - 1-й етап    | -    |          |
| 21/06/1997 | Сукре                  | Аргентина  | 1 – 2                 | Перу      | Копа Америка 1997 - чвертьфінал | -    |          |
| 09/06/1999 | Чикаго                 | Аргентина  | 2 – 2                 | Мексика   | товариський матч                | 1    |          |
| 13/06/1999 | Вашингтон              | США        | 1 – 0                 | Аргентина | товариський матч                | -    |          |
| 15/11/2000 | Сантьяго               | Чилі       | 0 – 2                 | Аргентина | Відбір до ЧС 2002               | -    |          |
| 28/02/2001 | Рим                    | Італія     | 1 – 2                 | Аргентина | товариський матч                | -    |          |
| 07/10/2001 | Асунсьйон              | Парагвай   | 2 – 2                 | Аргентина | Відбір до ЧС 2002               | -    |          |
| 08/11/2001 | Буенос-Айрес           | Аргентина  | 2 – 0                 | Перу      | Відбір до ЧС 2002               | -    |          |
| 14/11/2001 | Монтевідео             | Уругвай    | 1 – 1                 | Аргентина | Відбір до ЧС 2002               | -    |          |
| 13/02/2002 | Кардіфф                | Уельс      | 1 – 1                 | Аргентина | товариський матч                | 1    |          |
| 12/11/2005 | Женева                 | Аргентина  | 2 – 3                 | Англія    | товариський матч                | -    |          |
| 16/11/2005 | Доха                   | Катар      | 0 – 3                 | Аргентина | товариський матч                | 1    |          |
| 21/06/2006 | Франкфурт-на-Майні     | Нідерланди | 0 – 0                 | Аргентина | ЧС 2006 - 1-й етап              | -    |          |
| 30/06/2006 | Берлін                 | Німеччина  | 1 – 1 д.ч. (4-2 п.п.) | Аргентина | ЧС 2006 - чвертьфінал           | -    |          |
| 26/03/2008 | Каїр                   | Єгипет     | 0 – 2                 | Аргентина | товариський матч                | -    |          |
| 04/06/2008 | Сан-Дієго (Каліфорнія) | Аргентина  | 4 – 1                 | Мексика   | товариський матч                | -    |          |
| 08/06/2008 | Сан-Дієго (Каліфорнія) | США        | 0 – 0                 | Аргентина | товариський матч                | -    |          |
| 15/06/2008 | Буенос-Айрес           | Аргентина  | 1 – 1                 | Еквадор   | Відбір до ЧС 2010               | -    |          |
| 18/06/2008 | Белу-Оризонті          | Бразилія   | 0 – 0                 | Аргентина | Відбір до ЧС 2010               | -    |          |
| Усього     |                        | Матчів     | 22                    |           | Голів                           | 3    |          |

## Досягнення

### Командні
- Чемпіон Аргентини:

«Рівер Плейт»: Апертура 1996, Клаусура 1997
- Чемпіон Нідерландів:

«Феєнорд»: 1998-99
- Володар Суперкубка Нідерландів:

«Феєнорд»: 1999
- Володар Кубка Італії:

«Інтернаціонале»: 2004-05, 2005-06
- Володар Суперкубка Італії:

«Інтернаціонале»: 2005, 2006, 2008
«Лаціо»: 2009
- Чемпіон Італії:

«Інтернаціонале»: 2005-06, 2006-07, 2007-08, 2008-09

### Особисті
- Найкращий бомбардир Кубка Італії:

«Інтернаціонале»: 2007-08: 4 голи (Разом з Вінченцо Яквінтою та Маріо Балотеллі)

## Особисте життя
Його син, Хуан Мануель Крус, також став футболістом і грав в Італії.